# Kościół ewangelicki w Hawierzowie-Suchej
Kościół ewangelicki w Hawierzowie-Suchej – kościół w Hawierzowie, w dzielnicy Sucha Średnia, w kraju morawsko-śląskim w Czechach, należący do miejscowego zboru Śląskiego Kościoła Ewangelickiego Augsburskiego Wyznania. 

## Historia
Pierwsza ewangelicka kaplica w Suchej Średniej powstała w 1872 roku na terenie cmentarza. Była to niewielka, drewniana budowla z wieżą. W późniejszym czasie na wieży umieszczono spiżowe dzwony.
Drewniana kaplica była niewystarczająca na potrzeby wiernych, dlatego zdecydowano o budowie nowej, murowanej. 3 sierpnia 1924 roku położono kamień węgielny pod budowę nowej świątyni. Budynek wzorowano na kościele w Gutach. Prace zakończono w 1925 roku, a poświęcenia dokonano 2 sierpnia 1925 roku. Kaplica posiadała 156 miejsc.
W niedługim czasie również nowa kaplica stała się zbyt ciasna, dlatego zdecydowano się na jej rozbudowę na kościół. Budynek powiększono o dwie nawy boczne, empory i absydę oraz rozbudowano chór. Poświęcenia świątyni dokonał 28 listopada 1937 roku ksiądz Oskar Michejda. Nowy kościół posiada ponad 350 miejsc.

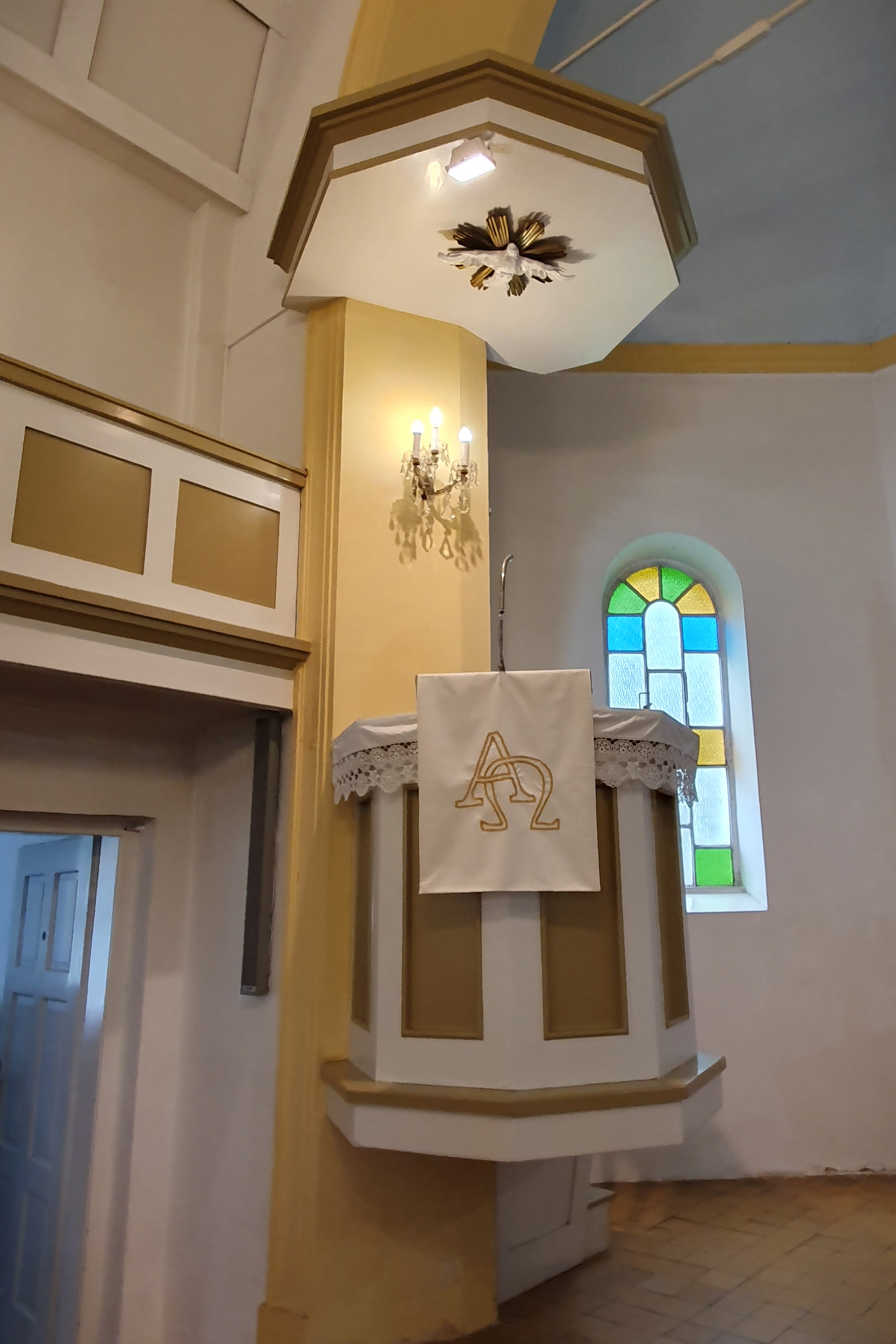
Ambona

W czasie, kiedy w 1949 roku powstał samodzielny zbór w Suchej, dokonano budowy nowych empor, a 31 października 1949 roku poświęcono organy z zakładów Jana Tučka w Kutnej Horze.
Na skutek szkód górniczych budynek kościoła wraz z cmentarzem i okolicznym terenem opadł o 17 m.
Na początku XXI wieku wnętrze świątyni zostało wyremontowane. W 2012 roku wstawiono nową chrzcielnicę, wykonaną przez Hanę Bučkovą.